# Pierre Kiều Công Tùng
Pierre Kiều Công Tùng (Saigon, 24 agosto 1964) è un vescovo cattolico vietnamita, dal 25 marzo 2023 vescovo di Phát Diêm.

## Biografia
Pierre Kiều Công Tùng è nato il 24 agosto 1964 a Saigon, più precisamente nella municipalità di Thủ Đức. Dopo la laurea in agraria presso la Ho Chi Minh City University of Agriculture and Forestry, ha scelto di intraprendere la via del sacerdozio dopo aver maturato la vocazione durante gli anni universitari e nel 1993 è entrato nel seminario maggiore San Giuseppe a Ho Chi Minh. 
È stato ordinato presbitero il 30 giugno 1999 dall'arcivescovo e futuro cardinale Jean-Baptiste Phạm Minh Mẫn, incardinandosi nella medesima arcidiocesi. 
Dopo l'ordinazione sacerdotale è stato prima vice parroco della parrocchia di Bùi Phát dal 1999 al 2003 e poi professore assistente nel seminario maggiore San Giuseppe sempre a Ho Chi Minh dal 2003 al 2004. È stato poi inviato negli Stati Uniti d'America per studiare presso il Boston College ottenendo il master of arts e il master of sacred music in pastorale e in musica sacra, nonché il master in sacred theology in liturgia presso l'Università di Boston. Rientrato in patria nel 2009, è stato fino al 2010 vice parroco della cattedrale e fino alla nomina episcopale è stato cancelliere e docente nel seminario maggiore San Giuseppe.
Il 25 marzo 2023 papa Francesco lo ha nominato vescovo di Phát Diêm. Ha ricevuto l'ordinazione episcopale il 16 maggio 2023 per imposizione delle mani dell'arcivescovo di Hô Chí Minh Joseph Nguyễn Năng.

## Genealogia episcopale
La genealogia episcopale è:
- Cardinale Scipione Rebiba
- Cardinale Giulio Antonio Santori
- Cardinale Girolamo Bernerio, O.P.
- Arcivescovo Galeazzo Sanvitale
- Cardinale Ludovico Ludovisi
- Cardinale Luigi Caetani
- Cardinale Ulderico Carpegna
- Cardinale Paluzzo Paluzzi Altieri degli Albertoni
- Papa Benedetto XIII
- Papa Benedetto XIV
- Papa Clemente XIII
- Cardinale Bernardino Giraud
- Cardinale Alessandro Mattei
- Cardinale Pietro Francesco Galleffi
- Cardinale Giacomo Filippo Fransoni
- Cardinale Carlo Sacconi
- Cardinale Edward Henry Howard
- Cardinale Mariano Rampolla del Tindaro
- Cardinale Rafael Merry del Val
- Arcivescovo Duarte Leopoldo e Silva
- Arcivescovo Paulo de Tarso Campos
- Cardinale Agnelo Rossi
- Vescovo Dominique Nguyễn Văn Lãng
- Vescovo Paul Marie Nguyễn Minh Nhật
- Vescovo Dominique Nguyễn Chu Trinh
- Arcivescovo Joseph Nguyễn Năng
- Vescovo Pierre Kiều Công Tùng